# Деворе
Деворе  је техника дораде тканине која се посебно користи на плишу. Подразумева употребу материјала израђеног од мешовитих влакана који се подвргава хемијском процесу растварања целулозних влакана како би се створио полупрозиран детаљ на чвршће тканом материјалу. Иста техника се може применити и на другим тканинама.

## Етимологија
Израз деворе долази од француског глагола dévorer, што дословно значи прождирати.  У енглеском језику ова техника назива се још и burnout (сагоревање).

## Историја
Верује се да је деворе техника пореклом из Француске, вероватно као јефтинија алтернатива чипки, која би се могла створити употребом каустичне пасте на тканини. Комерцијални хемијски процес који се примењује на одећи развијен је у Лиону, на прелазу из 19. у 20. век.
Техника је била нарочито популарна 20-их година. Најчешће се користила на тканинама од којих су се израђивале вечерње хаљине и мараме. Баршуном обрађеним деворе техником тапацирани су делови едвардијанског намештаја, попут лежаљки и трпезаријских столица. Деворе је постао симбол 20-их година и Арт-Декоа, уметност која је издржала тест времена и до данас се може видети на кућном посуђу.
Поново је оживела 80-их и 90-их. Енглески модни дизајнер Џаспер Конран (Jasper Conran) често ју је користио за дизајнирање  позоришних костима, као и код одеће за вечерњи излазак. Дизајнерка Џорџина вон Етздорф (Georgina von Etzdorf)деворе тканине примењивала је на шаловима.

### Оживљавање 90-их
Џаспер Kонран заслужан је за повратак девореа на модне писте и његову популаризацију. Деворе тканине први пут је представио 1989. а затим га је, током деведесетих, користио у својој главној модној линији. Технику је усавршио на позоришним и балетским костимима.
Конранови најсложенији деворе модни комади (који су током процеса израде печени у пећници) одузимали су много времена за производњу и били су скупи.
Џоргина вон Етздорф се примарно фокусирала на стварање сликарских ефеката на тканини и 1981. основала радионицу за штампање на текстилу. Заслужна за популаризацију плишане мараме, експериментисала је са штампом на плишу од 1985. Деворе је увела у асортиман 1993. године.

## Метод
Деворе техника користи тканине израђене комбинацијом влакна на бази протеина (попут свиле) са влакнима на бази целулозе (какви су су вискоза, тј. рајон или памук). Да би се створио дезен на тканину се, на месту жељеног узорка, наноси хемијски гел који садржи натријум бисулфат. Натријум бисулфат раствара ("сагорева") влакна на бази целулозе, док на влакна на бази протеина, на која хемикалија нема утицај. Хемијски гел се може наносити штампањем или ручним сликањем на тканини.